# Dauphin, Alpes-de-Haute-Provence
Dauphin är en kommun i departementet Alpes-de-Haute-Provence i regionen Provence-Alpes-Côte d'Azur i sydöstra Frankrike. Kommunen ligger  i kantonen Forcalquier som ligger i arrondissementet Forcalquier. År 2022 hade Dauphin 837 invånare.

## Befolkningsutveckling
Antalet invånare i kommunen Dauphin
Referens: INSEE